# Kawasaki Tomisaku

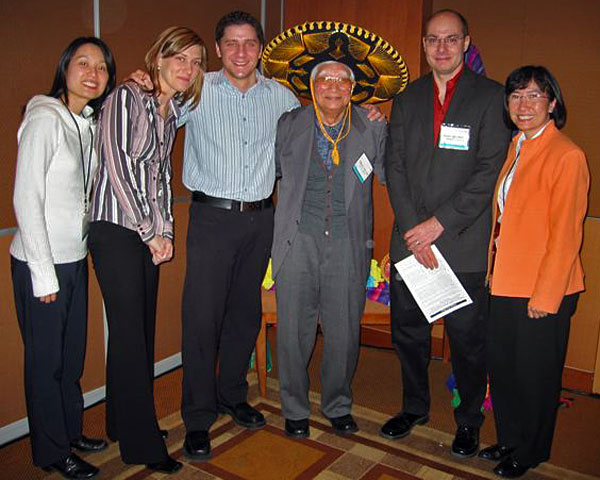
Tomisaku Kawasaki (Mitte, rechts) 2005 beim 8th International Kawasaki Disease Symposium

Kawasaki Tomisaku (japanisch 川崎 富作; * 7. Februar 1925 in Tōkyō; † 5. Juni 2020 in Tokio) war ein japanischer Kinderarzt. Nach ihm ist das von Kawasaki erstmals als eigenständige Krankheit beschriebene Kawasaki-Syndrom benannt.

## Leben
Kawasaki wurde 1925 als das jüngste von sieben Kindern geboren. Er entwickelte in seiner Jugend ein erhebliches Interesse an Pflanzen, folgte aber schließlich dem Wunsch seiner Mutter, die wollte, dass er Arzt werde. Er begann unmittelbar nach dem Ende des Zweiten Weltkrieges sein Medizinstudium an der Universität Chiba. Dort entschied sich Kawasaki schließlich für die Pädiatrie. Wegen finanzieller Schwierigkeiten seiner Familie fragte er um Hilfe, worauf ihm eine Stelle im Rot-Kreuz-Krankenhaus im Stadtteil Hiroo von Tokio vermittelt wurde. In diesem Krankenhaus sollte er dann vierzig Jahre tätig sein.
Nach etwa zehn Jahren Tätigkeit an dem Krankenhaus traf er 1961 auf den ersten Patienten mit Symptomen, die er keiner Krankheit zuordnen konnte, einen damals vierjährigen Jungen. Er stellte den Fall auf einer internen Konferenz im Krankenhaus vor. Dort wurde von anderen Ärzten ein Fall von Scharlach vermutet, man einigte sich zunächst auf eine unbestimmte Diagnose. In den folgenden sechs Jahren fielen Kawasaki weitere Patienten mit denselben Symptomen auf. Er veröffentlichte die Beobachtung der Erkrankung 1967 in einer japanischen Fachzeitschrift. In der Folge gab es zahlreiche Reaktionen aus ganz Japan auf den Artikel. 1970 wurde durch die japanische Regierung ein Komitee zur Erforschung der Erkrankung unter Kawasaki eingerichtet. Bei der japanweiten Untersuchung bestätigte sich Kawasakis Annahme einer eigenständigen Erkrankung. Für die Erforschung dieser Krankheit erhielt er 1989 den Asahi-Preis.
Kawasaki war ab 1990 Leiter des Kawasaki Disease Research Center, Gastprofessor an der Universität Kurume und unterrichtete auch in den USA. Er erhielt zahlreiche Auszeichnungen, unter anderem den ersten Preis der Japanischen Pädiatrischen Gesellschaft. Kawasaki starb im Juni 2020 im Alter von 95 Jahren in Tokio.
Während der COVID-19-Pandemie 2020 richtete sich erhöhte Aufmerksamkeit auf das Kawasaki-Syndrom, da bei einigen älteren Kindern weltweit bestimmte mit dem Kawasaki-Syndrom vergleichbare Symptome auftraten.

## Einzelnachweis
1. ↑  Pediatrician who discovered Kawasaki disease dies at 95